# Macropsis populicola
Macropsis populicola är en insektsart som beskrevs av Dubovsky 1966. Macropsis populicola ingår i släktet Macropsis och familjen dvärgstritar. Inga underarter finns listade i Catalogue of Life.